# Isabelle ou l'Arrière-saison
Ne doit pas être confondu avec L'Arrière-saison.
Isabelle ou l'Arrière-saison est un roman de Jean Freustié publié en 1970 aux éditions de la Table ronde et ayant reçu le prix Renaudot la même année.

## Éditions
- Isabelle ou l'Arrière-saison, éditions de la Table ronde, 1970.